# 44 / Czterdzieści i Cztery
44 / Czterdzieści i Cztery. Magazyn Apokaliptyczny – periodyk kulturalny o silnych akcentach religijnych i mesjanistycznych, podejmujący zagadnienia cywilizacyjne, metapolityczne, artystyczne i literackie.

## Środowisko "44 / Czterdzieści i Cztery"
Czasopismo zostało założone przez byłych redaktorów "Frondy", którzy w listopadzie 2007 roku złożyli rezygnację po odwołaniu kierującego pismem przez ponad dwa lata Marka Horodniczego.
Redaktorem naczelnym "44 / Czterdzieści i Cztery" jest Marek Horodniczy, wraz z którym kolegium redakcyjne tworzą obecnie: Nikodem Bończa-Tomaszewski, Michał Dylewski, Łukasz Łangowski, Michał Łuczewski, Filip Memches, Rafał Tichy i Jan Zieliński.
Do współpracowników pisma należą m.in. poeci Szymon Babuchowski i Artur Nowaczewski, prozaik Wojciech Chmielewski (pierwotnie także Szczepan Twardoch), literaturoznawcy Maciej Urbanowski i Aleksander Kopiński, publicyści Andrzej Fiderkiewicz, Nelson Pereira i Rafał Porzeziński, plastycy Robert Trojanowski i Maciej M. Michalski oraz muzyk alternatywny Schmaletz (Grzegorz Martecki).

## Profil pisma
Twórcy "44 / Czterdzieści i Cztery" deklarują, że pragną "położyć szczególny akcent na tematykę związaną z tradycją i współczesnością idei mesjanistycznej, opartej na katolickiej teologii dziejów i ekonomii zbawienia".
Zgodnie z podtytułem periodyku, w "Magazynie Apokaliptycznym" poruszane są tematy wagi najwyższej, ale w sposób przystępny i atrakcyjny – zarówno w formie tradycyjnych artykułów, debat, wywiadów, opowiadań, wierszy i recenzji, jak też prezentacji dzieł współczesnych artystów, muzyków i twórców komiksu (również z wykorzystaniem nośników cyfrowych).
Redakcja szczególną wagę przykłada do strony estetycznej pisma. "44 / Czterdzieści i Cztery" chce nie tylko mówić o prawdzie, dobru i pięknie, ale ma też ambicję samo być naprawdę pięknym dziełem sztuki edytorskiej. Autorem projektu graficznego pisma jest Jan Zieliński.
Pierwszy numer ukazał się po długim oczekiwaniu na przełomie listopada i grudnia 2008 roku (pierwotnie premierę zapowiadano na początek 2008 roku). Dołączono doń jako bezpłatny dodatek CD Michała Jacaszka pt. 44 słowa / Audioryngraf z elektroakustyczną medytacją nad hymnem Bogurodzica. Numer zawierał też serię reprodukcji prac plastycznych młodego rysownika Macieja Banasia.
Jak relacjonował internetowy serwis kulturalny Polskiego Radia, podczas premierowej prezentacji periodyku jeden z jego założycieli, Rafał Tichy, wygłosił Manifest neomesjanistyczny. "To mesjanizm jest jedną z idei, która stała się punktem wyjścia dla redakcyjnych debat. «Największą przegraną chrześcijańskiego mesjanizmu w XX wieku wydaje się właściwie całkowite wydanie idei mesjańskiej w ręce fałszywych mesjanizmów politycznych» – pisze w artykule programowym nowego pisma Rafał Tichy. [...] zespół kierujący nowym czasopismem będzie się starał pobudzić debatę nad tym, jak powinien wyglądać współczesny polski mesjanizm, aby nie tylko był rzeczywiście polski, ale i zgodny z nauką Kościoła katolickiego. – Zrehabilitujemy naszych wieszczów – zapowiadał podczas spotkania Rafał Tichy."
Na przełomie stycznia i lutego 2010 roku ukazało się drugie wydanie pisma, datowane na rok 2009 i zawierające – oprócz tekstów kontynuujących tematykę poprzedniego numeru – galerię prac Macieja M. Michalskiego.

## "Koniec końców"
Od września do listopada 2009 roku część środowiska "44 / Czterdzieści i Cztery" współtworzyła program publicystyczny Koniec końców, emitowany na antenie TVP1: prowadzącymi byli Marek Horodniczy oraz muzyk Paweł Kukiz,  pomysłodawcą i reżyserem był Maciej Stanecki, Filip Memches był autorem scenariuszy, Jan Zieliński – autorem krótkich filmów animowanych, a producentem Rafał Porzeziński. Po nadaniu 10 odcinków umowy na program nie przedłużono ze względu na niższą od oczekiwanej oglądalność.

## Opinie o piśmie i jego twórcach
Działalność środowiska "44 / Czterdzieści i Cztery" jest na bieżąco omawiana i żywo komentowana przez większość prasy i mediów opiniotwórczych ("Gazeta Wyborcza", "Polityka", "Rzeczpospolita" i in.), spotykając się ze skrajnie rozbieżnymi ocenami po wszystkich stronach polskiej sceny ideowej.
Publicysta Adam Szostkiewicz dostrzegł w nim "nowe pismo nurtu katolickiej kontrkultury", stanowiące "myślowe i ideowe antypody pokolenia katolickiej inteligencji, kształtowanej przez Jana Pawła II, «Tygodnik Powszechny» Jerzego Turowicza czy «Więź» Tadeusza Mazowieckiego". Przeciwnie filozof religijny Zbigniew Mikołejko stwierdził, że "agnostyk może rozmawiać ze środowiskiem neomesjanistów katolickich [...] bez żadnego skrępowania, chociaż pozostają wszystkie różnice". Wtóruje mu piosenkarz Paweł Kukiz, mówiący: "Uderzyło mnie, że z ludźmi «Czwórek» można się różnić, ale to nie przekreśla szansy na rozmowę. Nie czuję u nich tej straszliwej nienawiści, która uniemożliwia dialog naszym czołowym polskim politykom. Podczas nagrania programu poświęconego m.in. mojej piosence «Sztajnbach», ja – człowiek kojarzony z Platformą Obywatelską, rozmawiałem z sympatykiem LPR, PiS, a także, najogólniej rzecz ujmując, katolikami, częstokroć ortodoksyjnymi, i potrafiliśmy się dogadać". A Adam Leszczyński tak podsumowuje swoją recenzję nr 2 pisma: "Nie wiem, dlaczego narody muszą mieć misję i metafizyczny sens swojego istnienia; nie wiem, na czym polska wyjątkowa odrębność na tle Europy czy reszty świata miałaby polegać [...]. Nie sądzę, że właśnie sacrum najbardziej brakuje polskiej polityce. Szanuję jednak odświeżającą odwagę utopijnego myślenia, o którą – w czasach, kiedy o polityce najczęściej wypowiadają się eksperci od PR – wcale nie jest łatwo. «44» to fascynująca lektura".
Z kolei konserwatywny politolog Marek Cichocki zarzucił autorom "Czwórek" przyjmowanie perspektywy "antysystemowego rewolucyjnego mesjanizmu" i "ultra-moralistykę rodem z katakumb". Tymczasem Rafał Ziemkiewicz uważa publikacje Magazynu Apokaliptycznego "za jedno z ciekawszych wydarzeń w polskim życiu intelektualnym ostatnich miesięcy". Malarz chrześcijański Michał Świder uznał zaś ukazanie się numeru 1 pisma za wręcz najważniejsze wydarzenie kulturalne w 2009 roku.
Zaskakująco często spotyka "44 / Czterdzieści i Cztery" krytyka w prasie kościelnej. Tradycjonalistyczny magazyn "Polonia Christiana" pisał po premierze pisma, że "graficzna strona pisma [...] trudna jest do zaakceptowania dla odbiorcy o tradycyjnej wrażliwości estetycznej". Publicysta Szymon Hołownia, doceniając "świetną szatę graficzną", zarzucił pismu: "takiego nagromadzenia lęków, konstrukcji mistyczno–tajemno–katastroficznych w jednym miejscu nie widziałem. Jak dla mnie – rzecz dla podrośniętych ultrakatolików – fanów komiksów etc. [...] Jak czytam takie rzeczy tak sobie myślę – ok, to strasznie fajny sport tropienie Antychrysta, sprawdzanie czy papież zna jakieś tajne objawienia w których podano nazwisko Antychrysta albo z których mogłoby wynikać że koniec blisko, ale kiedy my będziemy zajęci tym chrześcijańskim RPG miną nas ludzie, którzy tracą wiarę, albo nie mają co jeść". Do wyjątków należą pozytywne reakcje w "Gościu Niedzielnym", który zapowiadał nawet, że "Nadchodzi czas «44»".